# Heinrich-Heine-Gesamtschule
Die Aachener Heinrich-Heine-Gesamtschule (HHG Aachen) ist Aachens erste integrierte Gesamtschule mit Ganztagsunterricht. Sie wurde im Jahr 1986 erste Gesamtschule von heute vier in der Stadt gegründet. Im Jahr der Gründung hatte die Heinrich-Heine-Gesamtschule als „kombinierte Schulform“, die alle gängigen Schulformen der Sekundarstufe integriert, noch ein neues, damals teilweise umstrittenes Konzept. Namensgeber der Schule ist der Dichter Heinrich Heine.
Eine erste Gründung wurde bereits 1985 versucht, allerdings wurden in diesem ersten Jahr an der damals neuen Schulform nicht genügend Schüler angemeldet. Im „ersten“ Schuljahr 1986/‘87 kamen dann sogar sechs Eingangsklassen am damaligen Standort in der Aachener Sandkaulstraße zustande.
Wenig später zog die Heinrich-Heine-Gesamtschule in das neu errichtete Schulzentrum am Hander Weg in Aachen-Laurensberg-Hand um, wo neben dem Neubau der Schule mit Ganztagesausrichtung (z. B. schuleigene Bibliothek, Mensa, Freizeiträume) auch gute Sportmöglichkeiten geschaffen wurden.
Die Heinrich-Heine-Gesamtschule und das Anne-Frank-Gymnasium befinden sich im selben Schulgebäude und kooperieren in vielen Bereichen. Auf dem Gelände des Schulzentrums auf Hand befinden sich zudem die David-Hirsch-Schule, Rheinische Förderschule mit dem Förderschwerpunkt Hören und die Johannes-Kepler-Schule, Rheinische Förderschule mit dem Förderschwerpunkt Sehen.
An der Heinrich-Heine-Gesamtschule können die Schüler alle schulischen Abschlüsse erreichen, die auch an der Hauptschule, der Realschule und dem Gymnasium erworben werden. Dazu gehören der Hauptschulabschluss, der Hauptschulabschluss nach Klasse 10, der Mittlere Schulabschluss nach Klasse 10 (Fachoberschulreife, Mittlere Reife oder Realschulabschluss) und das Abitur (nach einer 13-jährigen Schulzeit).

## Pädagogisches Konzept und Schulprofil
Die Heinrich-Heine-Gesamtschule versteht sich als Schule der Vielfalt, in der junge Menschen erfahren sollen, zusammen zu leben und miteinander zu arbeiten.
Konzeptionelle pädagogische Ziele liegen in der Förderung von „Verantwortung, Vertrauen und Selbständigkeit“, dem Aufbau von Toleranz und Empathie, dem Abbau von Vorurteilen und dem Erlernen eines respektvollen Umgangs mit Angehörigen aller kultureller Gruppen.
Wesentliche Konzepte des Schulprofils sind:
- Unterricht im 60-Minuten-Rhythmus
- Lehrerraumprinzip
- ausgeprägte Förderung ab dem 5. Schuljahr, vorwiegend in den Fächern Mathematik und Deutsch
- Vielzahl von Kursangeboten in der Ober-, Mittel- und Unterstufe, z. B. im Wahlpflichtbereich
- Lerninsel-Konzept mit Bonus-Inseln und Time-Out-Inseln
- Tutoren und Beratungslehrer (auch in der Oberstufe)
- individuelle Beratung, intensive Schulsozialarbeit, Studien- und Berufsorientierung
- halbjährlich stattfindende „Kulturprojekttage“
- Zertifizierung als „Schule ohne Rassismus – Schule mit Courage“
- Zertifizierung als „QuisS-Schule“
- Trinationaler Austausch[5] (mit Polen, Frankreich und Niederlande)
- Teilnahme an Projekten im Rahmen von COMENIUS und ERASMUS+ mit kulturellen und historischen Schwerpunkten
- „Raum der Stille“ für alle Religionen[6]
- jährlicher Holocaust-Gedenktag[7]
- Förderung im Gemeinsamen Lernen mit Sonderpädagogen verschiedener Bereiche[8]
- „Internationale Förderklassen“
- Trainingsraum
- Förderung in Vertiefungskursen in der Einführungsphase der Oberstufe in Mathematik, Englisch und Deutsch
- Leistungskurse in Sport, Kunst und Pädagogik in der Oberstufe
- intensive Zusammenarbeit mit verschiedenen außerschulischen Partnern, zum Beispiel Theater Aachen, DasDa Theater, Theater K, Ludwig Forum, RWTH Aachen, ZDI Netzwerk, Stawag, Alemannia Aachen[9], Basketballverein BG Aachen[10], Misereor, Deutsche Pfadfinderschaft St. Georg

Im Frühjahr 2018 wurden die Grünanlagen um einen Kunstrasenplatz ergänzt. Das Land NRW und die Stadt Aachen haben im Jahr 2018 hohe Investitionssummen für die Modernisierung und Renovierung der Heinrich-Heine-Gesamtschule bewilligt. Die Arbeiten sollen vor allem während der unterrichtsfreien Zeiten fortlaufend durchgeführt werden und bis etwa Sommer 2020 dauern.